# De toverspiegel (film)
De toverspiegel is een televisiespel uit 1951 geregisseerd door Willy van Hemert en Erik Klaas de Vries. 
Het scenario werd geschreven door Willy van Hemert, Pieter Koen en Evert Werkman, speciaal voor de allereerste landelijke uitzending van de Nederlandse televisie op 2 oktober 1951.
Van het programma is, op een paar foto's na, niets bewaard gebleven.

## Rolverdeling
| Acteur            | Personage         |
| ----------------- | ----------------- |
| Albert van Dalsum | Professor (video) |
| Louis Bouwmeester | Leerling          |
| Hetty Blok        | Vrouw jaar 2600   |
| Johan de Meester  | Reder             |
| Ad Hooykaas       | telegieter        |
| Ank van der Moer  | Vrouw jaar 1600   |

1896-1909 · 1910-19 · 1920-29 · 1930-39 · 1940-49 · 1950-59 · 1960-69 · 1970-79 · 1980-89 · 1990-99 · 2000-09 · 2010-19
· 2020-29